# Jurij Malentjenko
Jurij Ivanovitj Malentjenko (ukrainska: Юрій Іванович Маленченко: Jurij Ivanovytj Malentjenko), född 22 december 1961 i Svitlovodsk, Kirovohrad oblast, Ukrainska SSR, Sovjetunionen, är en rysk kosmonaut.
Malentjenko, som är av ukrainsk härkomst, var befälhavare på Sojuz TM-19 Commander (04.11.1994 - 125d 22h 53m), uppdragsspecialist på STS-106 (20.09.2000 - 11d 19h 12m) och var en av två kosmonauter på Sojuz TMA-2 / ISS Expedition 7 Commander (28.10.2003 - 184d 22h 46m).

## Familj
Malentjenko var den första att gifta sig i rymden. Detta skedde den 10 augusti 2003 när han befann sig på ISS, 390 km över Nya Zeeland, och hans blivande hustru, Jekaterina Dmitrijeva, i Texas. Tillsammans har makarna en dotter. I ett tidigare äktenskap har han en son, Dmitrij.

## Rymdfärder
- Sojuz TM-19
  - Mir EO-16
- STS-106
- Sojuz TMA-2
  - Expedition 7
- Sojuz TMA-11
  - Expedition 16
- Sojuz TMA-05M
  - Expedition 32
  - Expedition 33
- Sojuz TMA-19M
  - Expedition 46
  - Expedition 47

## Rymdfärdsstatistik
- Har varit mer än 500 dagar i rymden.
- Har gjort sex rymdpromenader under sin tid i rymden, tiden för dessa är sammanlagt 34 timmar och 52 minuter.
- Gjorde sin första rymdpromenad den 9 september 1994 utanför Mir.